# 草埔森永隧道
草埔森永隧道，是臺灣一座公路隧道，位於臺東、屏東二縣交界，橫跨達仁鄉森永村與獅子鄉草埔村之間，貫穿中央山脈耆路知可山，為台9線南迴公路拓寬改善後續計畫中的唯二隧道路段（包含大溪明隧道），也是該計畫其中一項關鍵工程，完工後將成為台9線的新線，將縮短行駛南迴公路約半小時的路程。全長共4,617公尺，分有南下線、北上線兩座隧道，由西部濱海公路南區工程處承辦，再發包至互助營造股份有限公司施工中，此隧道的北上線與南下線分別於2016年7月17日及2017年3月26日貫通，2019年5月13日完工，此隧道於2019年12月23日連同安朔高架橋一同開通。草埔森永隧道為全臺灣第五長的公路隧道。

## 沿革

### 計畫
草埔森永隧道是台9線南迴公路拓寬改善後續計畫中的唯一隧道路段，也是該計畫其中一項關鍵工程。因早期南迴公路安朔－草埔路段路線崎嶇，線型不佳以及時常發生交通事故等因素。因此該路段之改善計畫為，自安朔村興建長度6,300公尺之雙向四車道高架橋沿安朔溪向上游架設後，再興建一條長達4,600公尺的雙孔隧道以利於改線，總路線里程也將從原本的15.7公里縮短為11公里。
整項改善計畫於2011年奉行政院核定後正式啟動，草埔森永隧道段被畫列為整項改善計畫的隧道工程C2標、機電交控的C3標以及建築C4標三個標案。隧道標部分由交通部公路總局西部濱海公路南區工程處辦理，並由互助營造股份有限公司承包施工，以及台灣世曦工程顧問股份有限公司負責監造。

### 歷史
2013年7月10日，草埔森永隧道C2隧道標正式動工，2014年6月3日，隧道工程正式開鑿，並將在隧道中段設置一座直徑9公尺、深度112公尺的通風豎井，該豎井除了作為隧道通風及排煙使用外，在工程施作期間更能兼作工作井的用途，可大幅推進工程進度。另外在興建過程中所產出約100萬立方公尺的棄渣，也將會運至臺東縣大武鄉的大武漁港南側進行人工養灘，藉此保護海岸及公路安全。
2015年12月，屏東縣獅子鄉草埔社區的居民前往草埔森永隧道工區進行抗爭，居民表示，隧道施工時所排放出來泥漿汙水，嚴重汙染當地楓港溪的溪水，連帶影響到下游的灌溉用水及民生用水，因此要求施工單位改善。南區工程處高南二段段長蔡明君表示，由於，隧道開挖面的地質屬於灰色硬頁岩，並且，隧道開挖時產生大量湧水（南口工區約每分鐘5噸，豎井工區約每分鐘12噸，北口工區約每分鐘10噸）再加上隧道斷面開炸，出碴，到噴漿保護等過程中，泥沙都會與湧水混合，因而造成地下水混濁的情況，連帶將細顆粒的汙泥抽出才導致汙水流入楓港溪的狀況。
當時草埔森永隧道工區已設置有汙水處理設備處理，每部汙水處理設備的處理能量為每分鐘2.1噸，然而湧水量卻遠大於處理能量，導致汙水在沒經過處理之下直接放流，南區施工處表示，將再要求承包的營造公司做好清、污水分流，並於南口再增設1套汙水處理設備，讓汙水處理能量到達每分鐘4.2噸。
然而後續施工單位與居民之間的協商破局後，於同月26日，草埔當地居民再次前往工區抗爭，要求辦理工程的西濱南區工程處提出污水改善計劃，否則將強行封場讓工程停擺。
2016年1月15日，草埔森永隧道草埔端南口橋南下線的鋼箱梁吊裝完成。同年7月17日，草埔森永隧道北上線第一個工作面完成貫通。
2017年3月15日，因受到地質飽含水量影響，隧道工程發生超過12公尺隧道牆崩塌意外，預計至少要2個月才能恢復施工。當晚，承辦南迴公路後續改善計畫的交通部公路總局西部濱海公路南區臨時工程處發布公告表示，本次的抽坍事件為隧道工區豎井段往北口位在屏東端的的工作面發生抽坍狀況，當時整體的坍落土石量估計約有630立方公尺，而抽坍發生後，開挖面也伴隨著地下湧水湧入隧道，當下基於安全考量，故立即撤離施工人員以及機具設備先行離開抽坍區段，待坍落狀況趨於穩定後，人員再進駐搶修，目前已搶修完成重新施工。
至於新聞媒體所公布的抽坍影像畫面，施工單位表示，該畫面是2016年6月，於臺東端的北口向內鑽掘時，所發生臺灣隧道工程有史以來第三大的湧水狀況，此次湧水狀況的湧水量達每分鐘27噸。
2017年3月26日，草埔森永隧道南下線豎井施工段至位在草埔社區的南口第二工作面正式完成貫通，當天上午11時由交通部公路總局局長陳彥伯親臨隧道貫通面主持貫通儀式。公路總局局長由草埔森永隧道南口南下線的工作面經挖土機鑿破工作面後，迎接由豎井南下線貫穿而來的施工團隊。該次貫通面共通後，草埔森永隧道南下線自南口往豎井已開鑿約2,000公尺。2018年5月18日，舉行貫通典禮。 
2019年5月13日，草埔森永隧道全面竣工。於同年
12月23日，草埔森永隧道連同安朔高架橋於當天通車，並開放小型車及大客車通行。
2020年，於清明連假期間試辦最高速限自原先60km/h提升至70km/h及新增最低速限為50km/h，後於6月20日起正式設置。
2020年6月30日起試辦開放大型重型機車通行隧道，為期半年，並於2021年4月30日12時起正式開放。

### 隧道命名之爭
草埔森永隧道最早的名稱是草埔隧道，因屏東縣獅子鄉草埔村、台東縣達仁鄉森永村兩邊都堅持用自己的隧道名稱，為避免爭議，通車當天，公路總局把「草埔」這兩個字暫時蓋住。
第一種定案為隧道兩端各一個隧道名（全台首例），屏東端（往台東）為草埔隧道，台東端（往屏東）為森永隧道的折衷協議，官方名稱則為「草埔森永隧道」。
第二種定案為再開協調會的結論，與先前定案不同，為隧道雙孔各一個隧道名（相同案例有中山高速公路中興隧道、大業隧道）。南下線隧道命名為森永隧道，北上線隧道命名為草埔隧道。西部濱海公路南區臨時工程處第六工務段最後採取第二種定案，並於2020年3月5日正式掛牌。
公路總局表示，目前行車控制中心及警察、消防單位在處理隧道內相關事宜時，都會以正式官方名稱草埔森永隧道來處理，不再用南迴改隧道。

## 技術資訊
| 隧道長度       | 4602.5公尺（草埔隧道）                                                                         | 4617.5公尺（森永隧道）                                                                         |
| 車道配置       | 單向雙線（每車道寬3.5公尺，車道兩側各留路肩寬0.3公尺）                                         | 單向雙線（每車道寬3.5公尺，車道兩側各留路肩寬0.3公尺）                                         |
| 淨空高度       | 4.6公尺                                                                                        | 4.6公尺                                                                                        |
| 人行空間       | 寬1.0公尺、高2.0公尺                                                                           | 寬1.0公尺、高2.0公尺                                                                           |
| 維修步道       | 15公分高之低步道配置                                                                           | 15公分高之低步道配置                                                                           |
| 車行聯絡道     | 每1400公尺設置一座，於緊急事故時供車輛經車行聯絡道由另一向主隧道調頭疏散，亦可供人員避難疏散。 | 每1400公尺設置一座，於緊急事故時供車輛經車行聯絡道由另一向主隧道調頭疏散，亦可供人員避難疏散。 |
| 人行聯絡道     | 每350公尺設置一座，於緊急事故時供人員經人行聯絡道由另一向主隧道避難疏散。                      | 每350公尺設置一座，於緊急事故時供人員經人行聯絡道由另一向主隧道避難疏散。                      |
| 緊急停車彎     | 每1400公尺於車行聯絡道之另一側設置，提供車輛故障、緊急停車或避車。                             | 每1400公尺於車行聯絡道之另一側設置，提供車輛故障、緊急停車或避車。                             |
| 隧道洞口迴轉道 | 於隧道洞口前之路堤段或橋梁段設置迴轉道，於緊急事故時供車輛經此調頭疏散，亦可供人員避難疏散。   | 於隧道洞口前之路堤段或橋梁段設置迴轉道，於緊急事故時供車輛經此調頭疏散，亦可供人員避難疏散。   |

## 資料來源
1. 1 2 3 4 5  余成鈺. . 交通部公路總局.   [2016-04-23].[永久]
2. 1 2 3  李姿慧、洪敏隆. . 蘋果日報. 2014-06-04  [2016-04-23]. （原始内容存档于2017-08-03）.
3. ↑  汪淑芬. . 大紀元. 2012-01-10  [2016-04-23]. （原始内容存档于2020-01-23）.
4. 1 2  曾懿晴. . 中時電子報. 2014-06-04  [2016-04-23]. （原始内容存档于2019-06-19）.
5. ↑  . 台9線南迴公路拓寬改善後續計畫公開資訊平台 世曦工程顧問.   [2016-04-23]. （原始内容存档于2019-06-17）.
6. 1 2 3 4 5  . 台9線南迴公路拓寬改善後續計畫公開資訊平台 世曦工程顧問.   [2016-04-23]. （原始内容存档于2016-03-04）.
7. 1 2 3  蔡宗憲. . 自由時報. 2015-12-08  [2016-04-23]. （原始内容存档于2019-06-10）.
8. ↑  巴朗. . 原住民電視台. 2015-12-26  [2016-04-23]. （原始内容存档于2019-06-09）.
9. ↑  林玉偉. . 台9線南迴公路拓寬改善後續計畫公開資訊平台 世曦工程顧問. 2016-01-15  [2016-04-23].[永久]
10. 1 2 3  林玉偉. . 台9線南迴公路拓寬改善後續計畫公開資訊平台 世曦工程顧問. 2017-03-26  [2017-03-27]. （原始内容存档于2017-03-28）.
11. ↑  王浩源. . 三立新聞. 2017-03-15  [2017-03-16]. （原始内容存档于2017-03-16）.
12. ↑  尤聰光. . 聯合新聞網. 2017-03-15  [2017-03-16]. （原始内容存档于2019-06-04）.
13. 1 2  林玉偉. . 台9線南迴公路拓寬改善後續計畫公開資訊平台 世曦工程顧問. 2017-03-15  [2017-03-19]. （原始内容存档于2017-03-20）.
14. ↑  .   [2020-07-09]. （原始内容存档于2020-07-09）.
15. ↑  .   [2020-07-09]. （原始内容存档于2020-06-29）.
16. ↑  .   [2020-07-09]. （原始内容存档于2020-07-09）.
17. ↑  尤聰光. . 聯合新聞網. 2021-04-29  [2021-04-30]. （原始内容存档于2021-05-01）.
18. ↑  . 2020-02-29  [2020-03-05]. （原始内容存档于2020-02-29）.
19. ↑  . 2020-03-01  [2020-03-05]. （原始内容存档于2020-03-02）.
20. ↑  . 2020-03-10  [2020-03-13]. （原始内容存档于2020-03-10）.
21. 1 2 3 4 5 6 7 8 9   (PDF). 中華技術. 2015-01  [2016-04-23]. （原始内容存档 (PDF)于2019-06-07）.